# Хуторской (Курская область)
Хуторско́й — упразднённый посёлок, присоединённый к городу Железногорску Курской области в 2008 году.

## География
Расположен на левом берегу реки Речицы в 3 км к северо-востоку от центральной части Железногорска. Состоит из домов индивидуальной жилой застройки. К востоку от посёлка проходит железнодорожная линия Арбузово—Орёл. Недалеко от посёлка расположена железнодорожная станция Михайловский Рудник. К северу от Хуторского находится микрорайон СМП Железногорска.

## История
В 1926 году в посёлке было 27 крестьянских хозяйств, проживало 158 человек (75 мужского пола и 83 женского). В то время Хуторской входил в состав Трубиченского сельсовета Долбенкинской волости Дмитровского уезда Орловской губернии. С 1928 года в составе новообразованного Михайловского (ныне Железногорского) района. В 1937 году в посёлке был 21 двор. Во время Великой Отечественной войны, с октября 1941 года по февраль 1943 года, находился в зоне немецко-фашистской оккупации. До 1954 года Хуторской входил в состав Трубиченского сельсовета, затем передан в состав Разветьевского сельсовета. Позднее находился в составе Трояновского и Студенокского (1985—1992 гг.) сельсоветов. В 1981 году в Хуторском проживало около 230 человек. 20 апреля 1992 года посёлок был включён в Железногорский горсовет. В 2008 году стал частью города Железногорска. С 2015 года является микрорайоном города.

## Население
| 158 | 230 |

## Улицы
На территории бывшего посёлка 7 улиц:
| - Зелёная - Лесная - Луговая - Полевая | - Почтовая - Садовая - Цветочная |